# Земська школа в Чорнухах
Земська школа в селі Чорнухи Лохвицького повіту Полтавської губернії (повна офіційна назва — двокласне народне училище відомства Міністерства народної просвіти) зведена в 1913 році за проєктом архітектора Опанаса Георгійовича Сластіона. Школа в Чорнухах є однією з багатьох шкіл Лохвицького земства.

## Комплекс школи
Шкільний комплекс в Харсіках

## Архітектура та конструкції будівлі школи
За функціональною типологією будівля належить до навчально-виховних.
Максимальні розміри будівлі становлять 23,06×26,93 м. Будівля колишньої земської школи П-подібна в плані, одноповерхова з двоярусними башточками по менших фасадах, дерев'яна обкладена цеглою.
Розпланувальна типологія коридорна двобічна з двома крилами з півночі. Будівля має три класи, які, за допомогою розсувних дерев'яних дверей, можна поєднувати у загальну велику залу. Школа розрахована на 150 учнів. У бічних крилах розташовані приміщення вчительської, бібліотеки та квартир вчителів з кухнею.
Цегляні фасади прикрашено геометричним візерунком, сформованим кладкою цегли. Виконано візерунок за принципом «біле по білому». Фасади розкріповано пілястрами, а завершуються цегляним вінчаючим карнизом та дерев'яним піддашком по якому влаштовано накладний геометричний декор. Віконні та дверні прорізи мають трапецієподібну форму. Пізніші дверні прорізи в інтер'єрі прямокутні. Стіни інтер'єру потиньковані.
Конструкція будівлі каркасна з опорними поздовжніми та поперечними стінами. Опорні стовпи каркаса фасадних стін спираються на дерев'яні лежні, які покладені на цегляний цоколь. Фундамент цегляний, стрічковий. Дерев'яна дощата підлога влаштована по дерев'яних колодах, які ближче до центру приміщень спираються на цегляні стовпчики, що дозволило сформувати вентильоване підпілля. Дерев'яне балкове перекриття підшито дранкою яка обмазана поверх побіленою глиною. Заповнення віконних та дверних отворів дерев'яне трапецієподібної форми, що є характерним для стилю Українського архітектурного модерну. Дах над навчальною зоною вальмовий, над крилами — трисхилий, башточок — наметовий, сьогодні протікає, що призводить до руйнації цегляної кладки. З південного фасаду на даху влаштовано люкарну, прикрашену декоративним різьбленням. Покрівля нині виконана з листів азбестоцементного шиферу. Завершення кутових башточок обшите металом. Загальний технічний стан задовільний. Окремих елементів аварійний. За об'ємно-просторовим та планувальним рішеннями земська школа в Чорнухах наближена до земської школи в Харсіках.
Будівля належить до цінних зразків зниклого архітектурного стилю Українського архітектурного модерну, народно стильового романтично-декоративного спрямування та роботі видатного архітектора Опанаса Сластіона.

## Радянський період та сучасність
З 1978 року в будівлі розміщені будинок дитячої та юнацької творчості і станція юних натуралістів. Тут працюють 14 профільних гуртків, які відвідають 220 дітей.
Унікальні школи за проєктом Опанаса Сластіона закликають рятувати активісти Полтавщини.

## Альбом видів

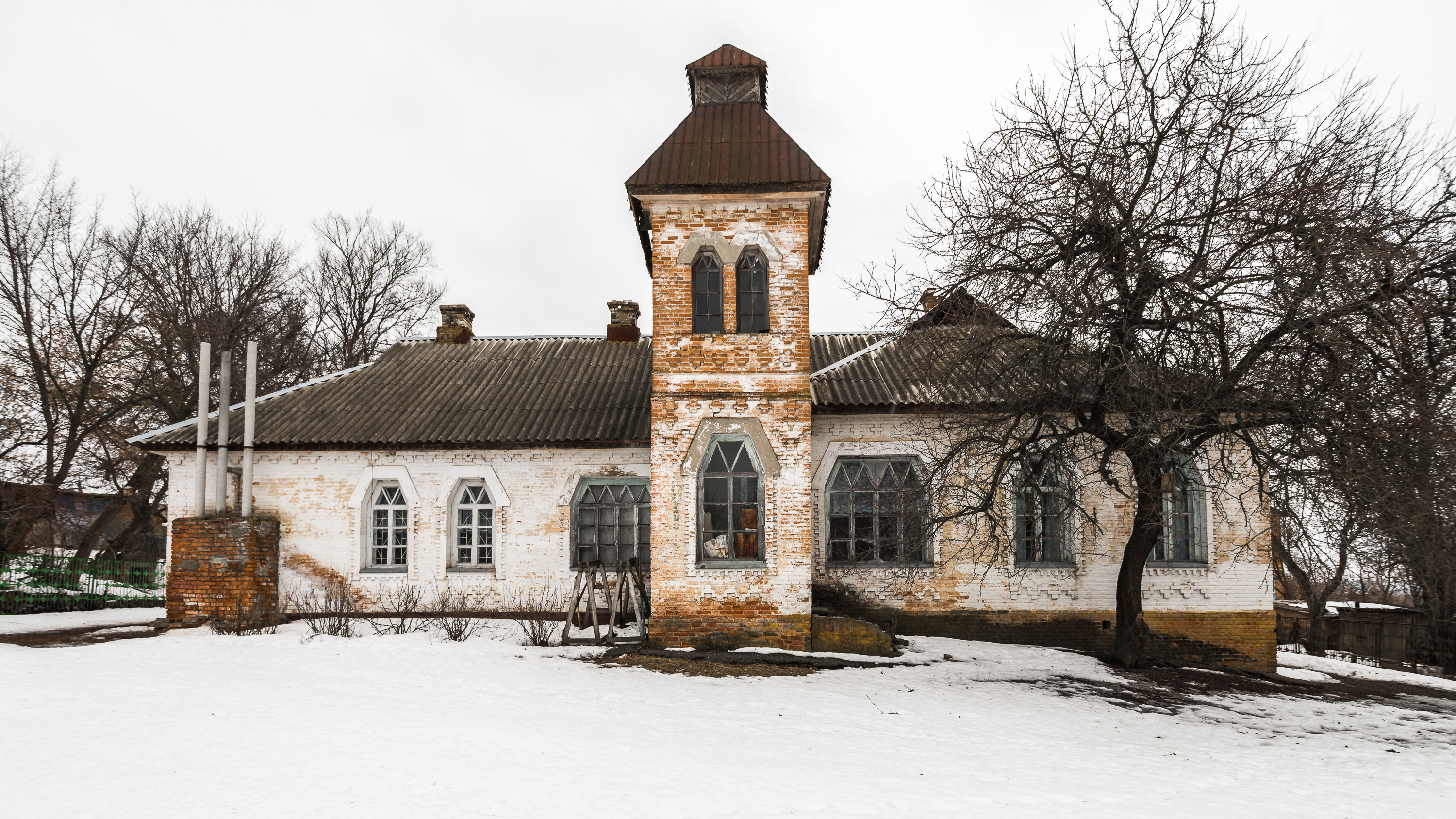
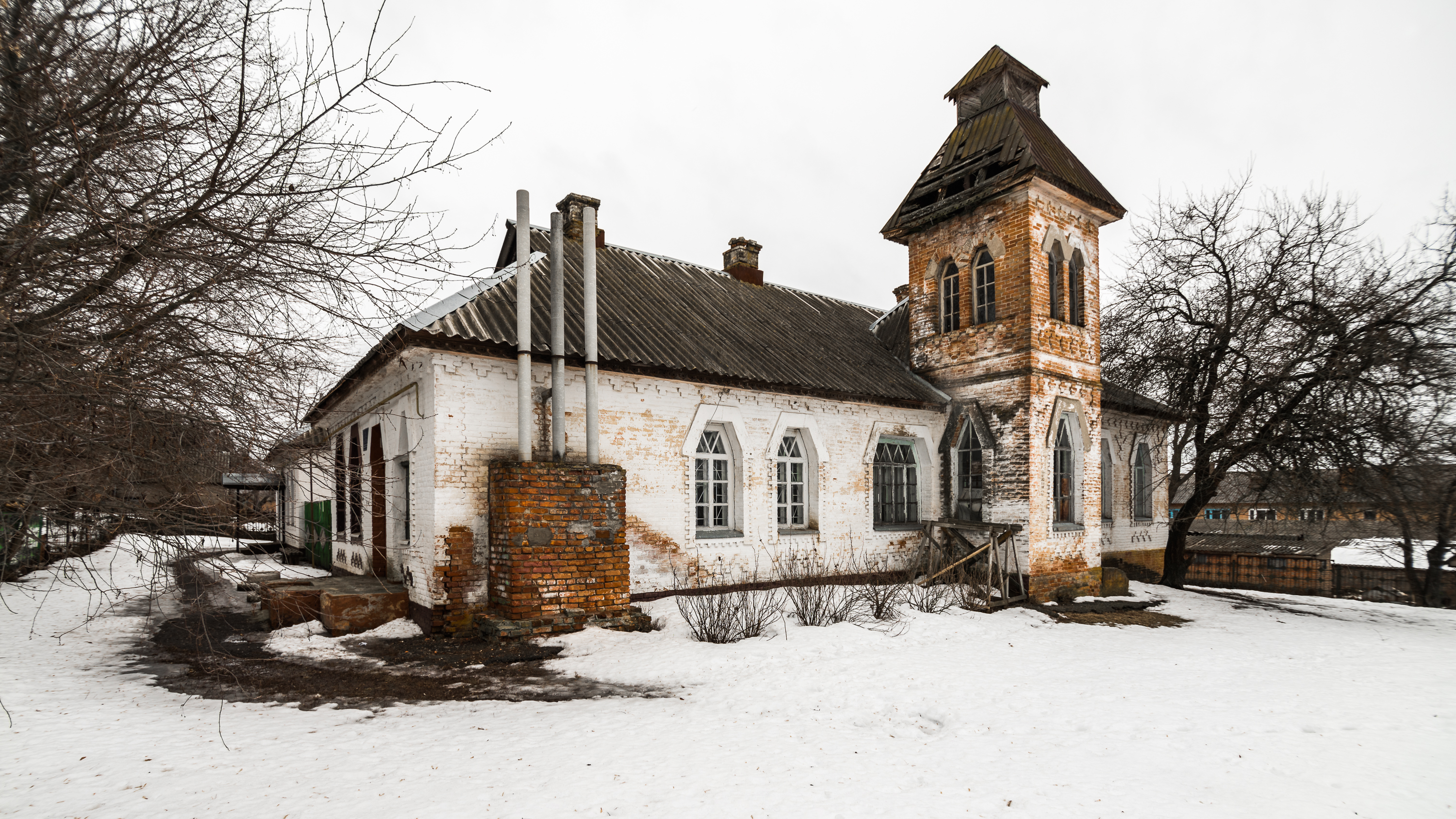
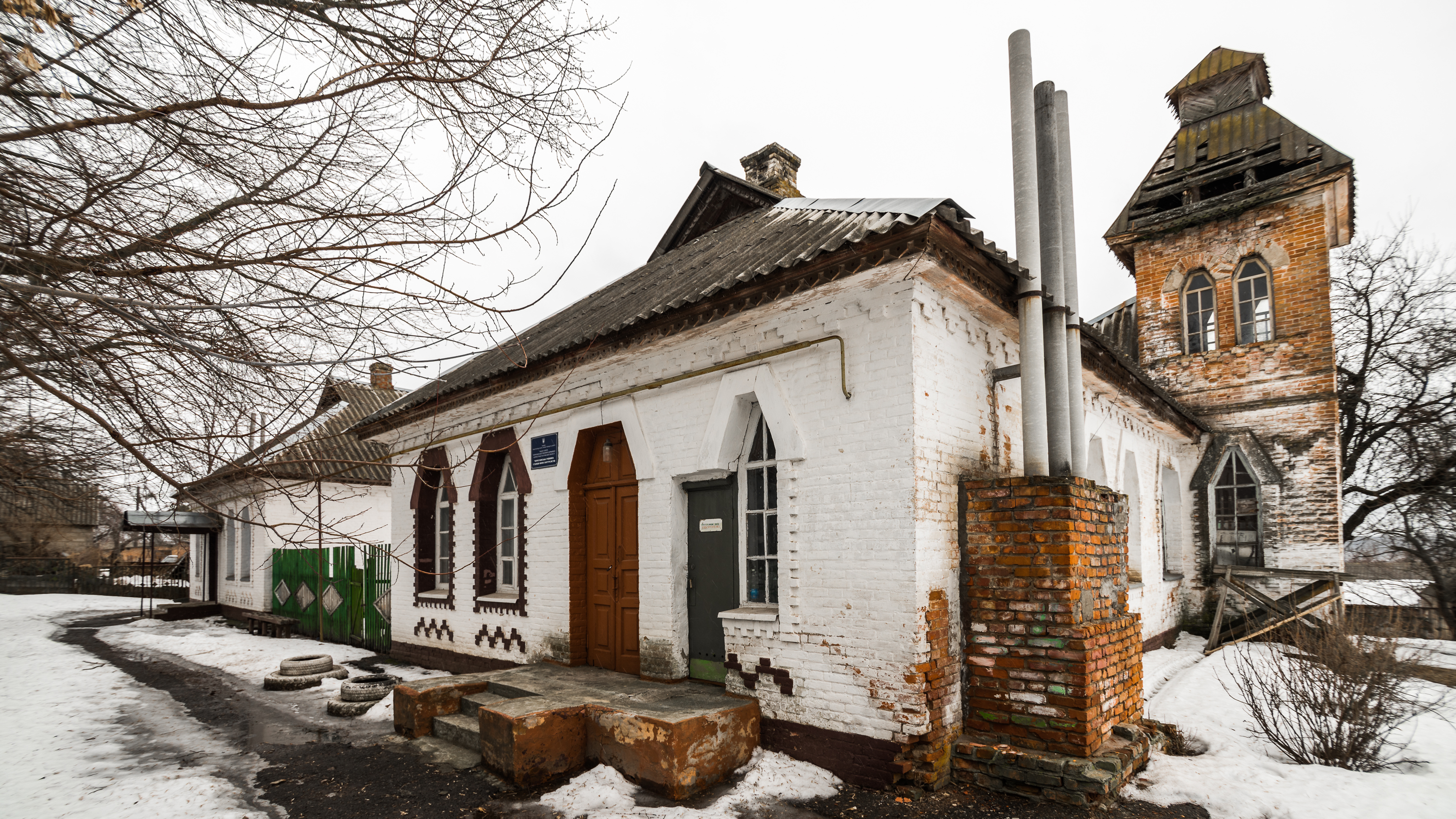
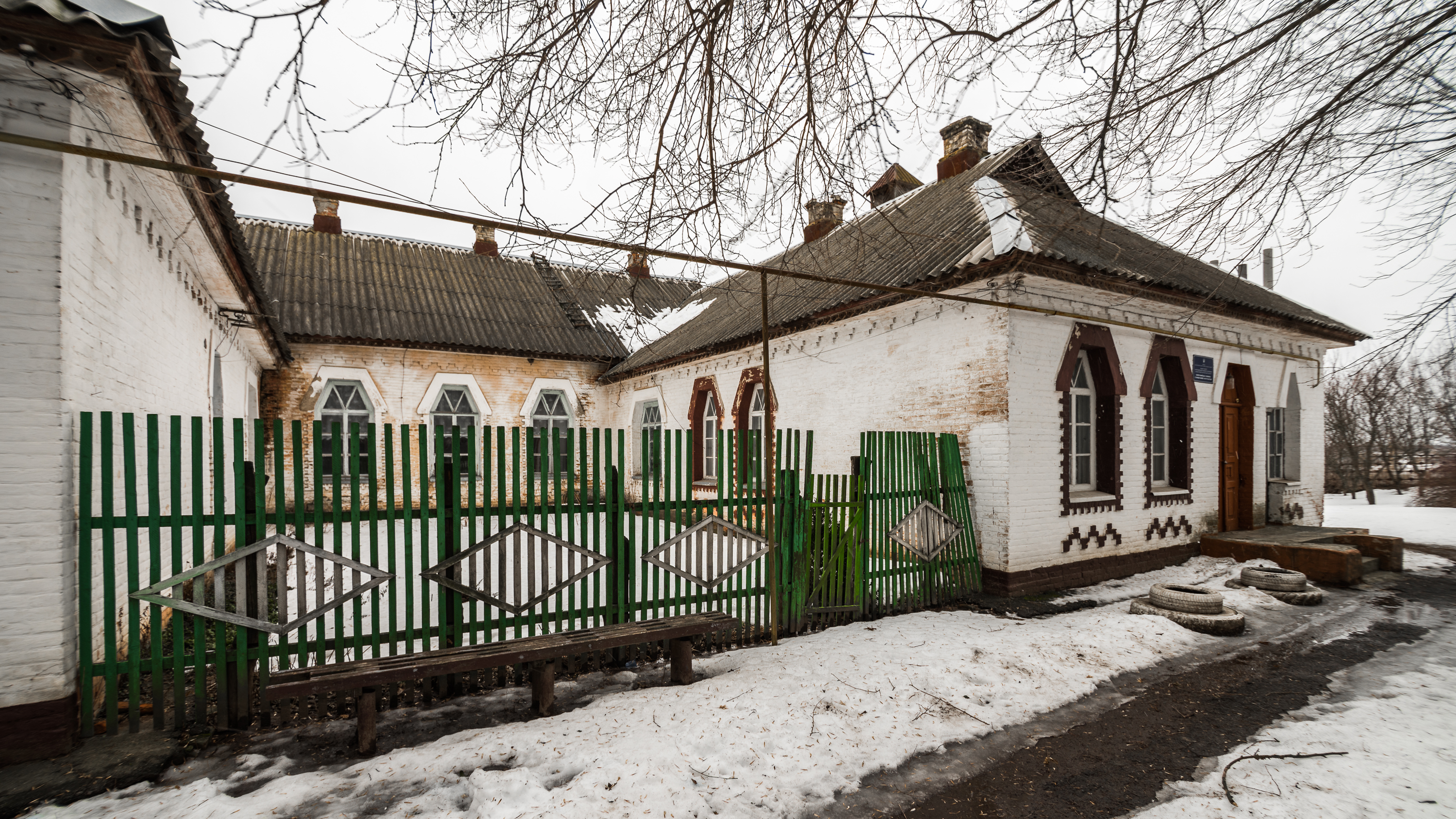
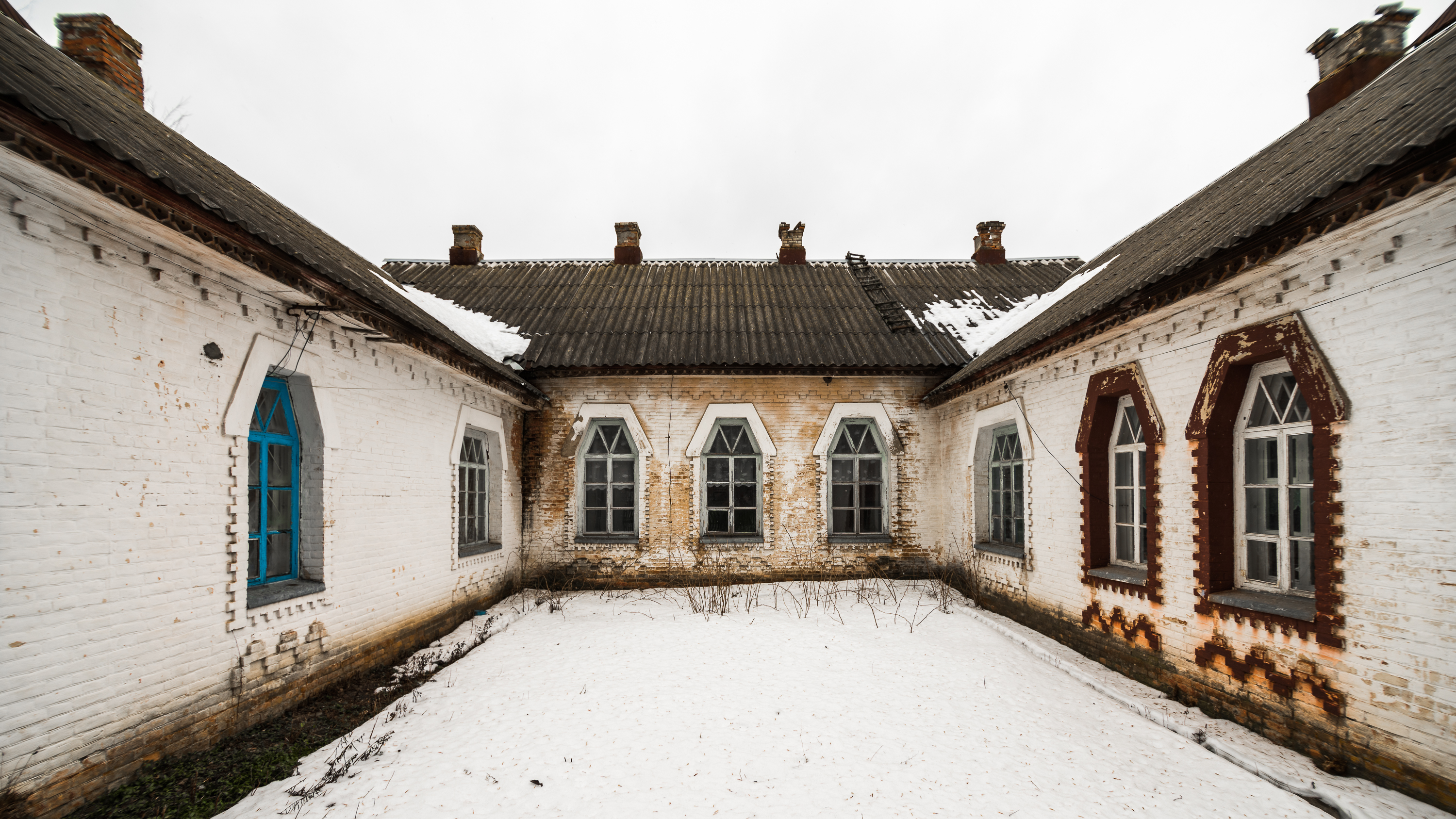
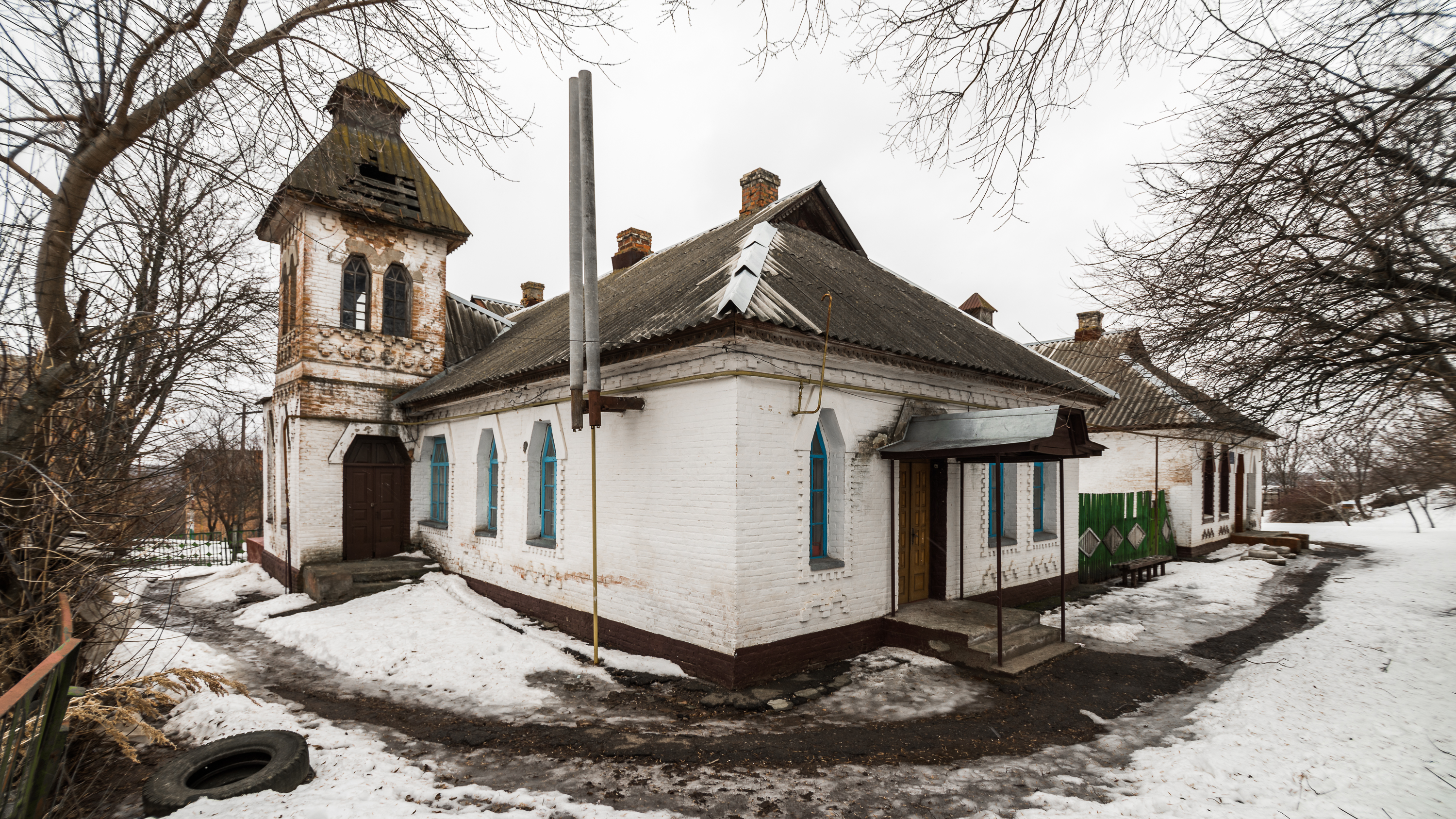
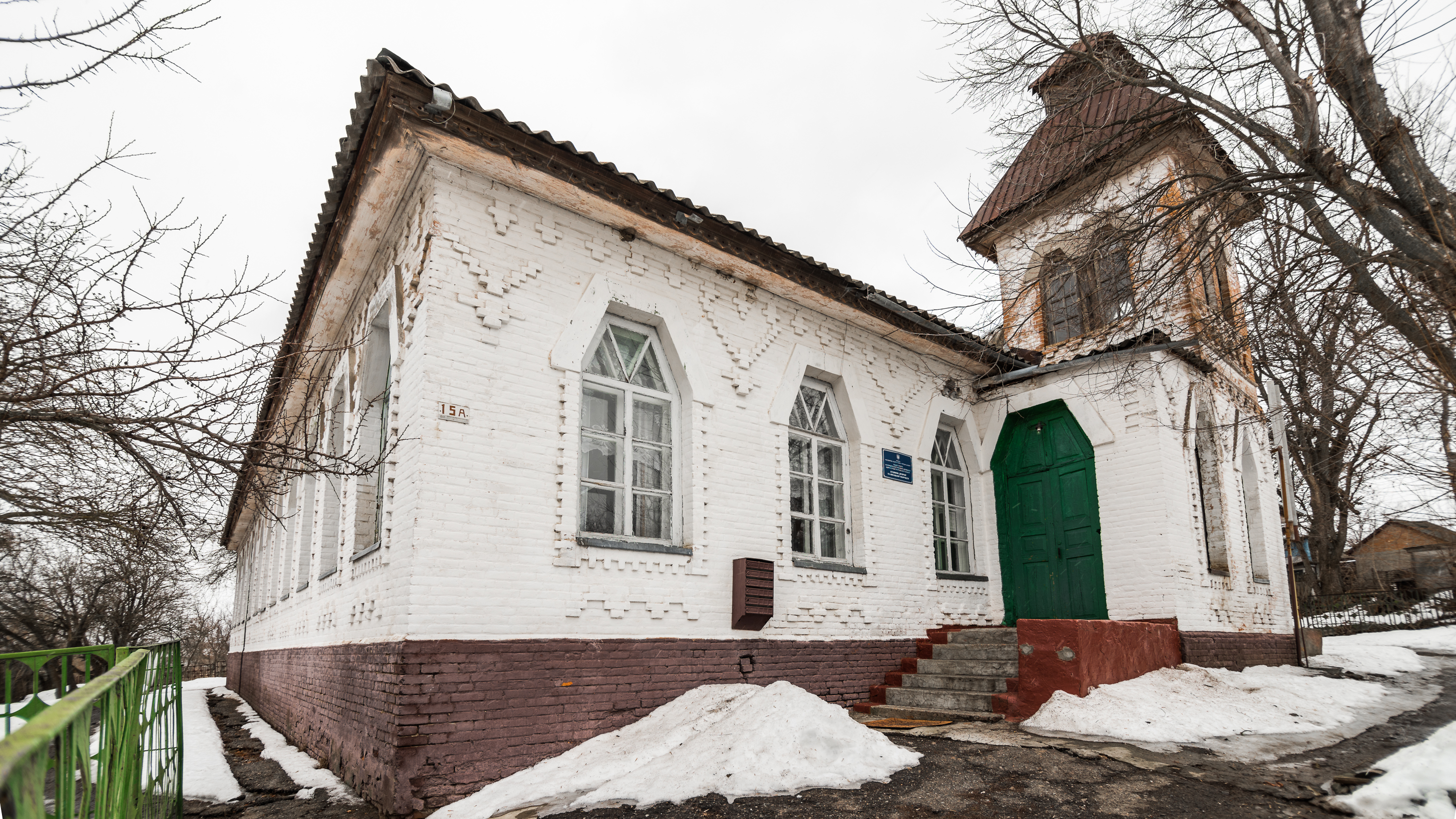
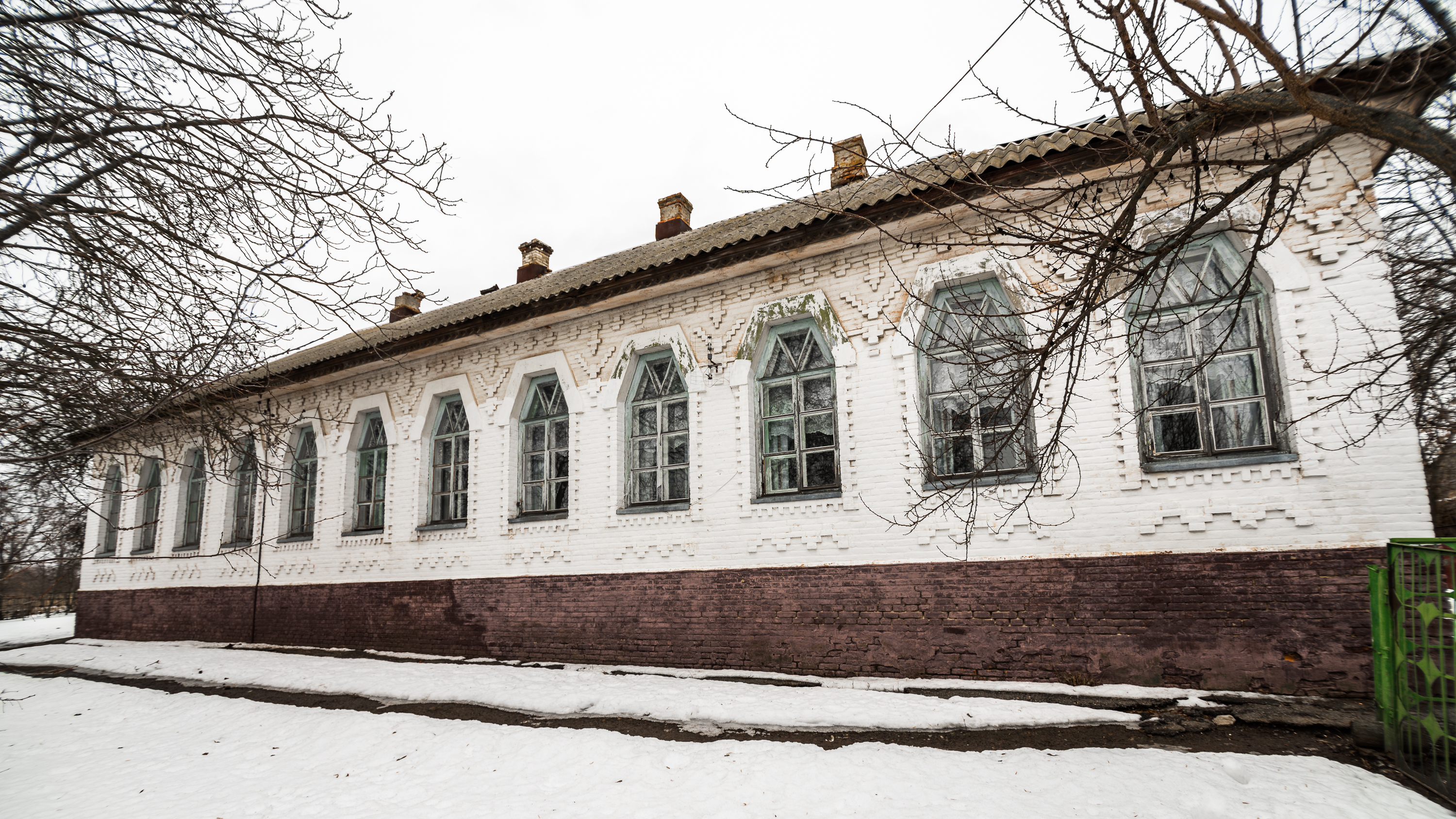
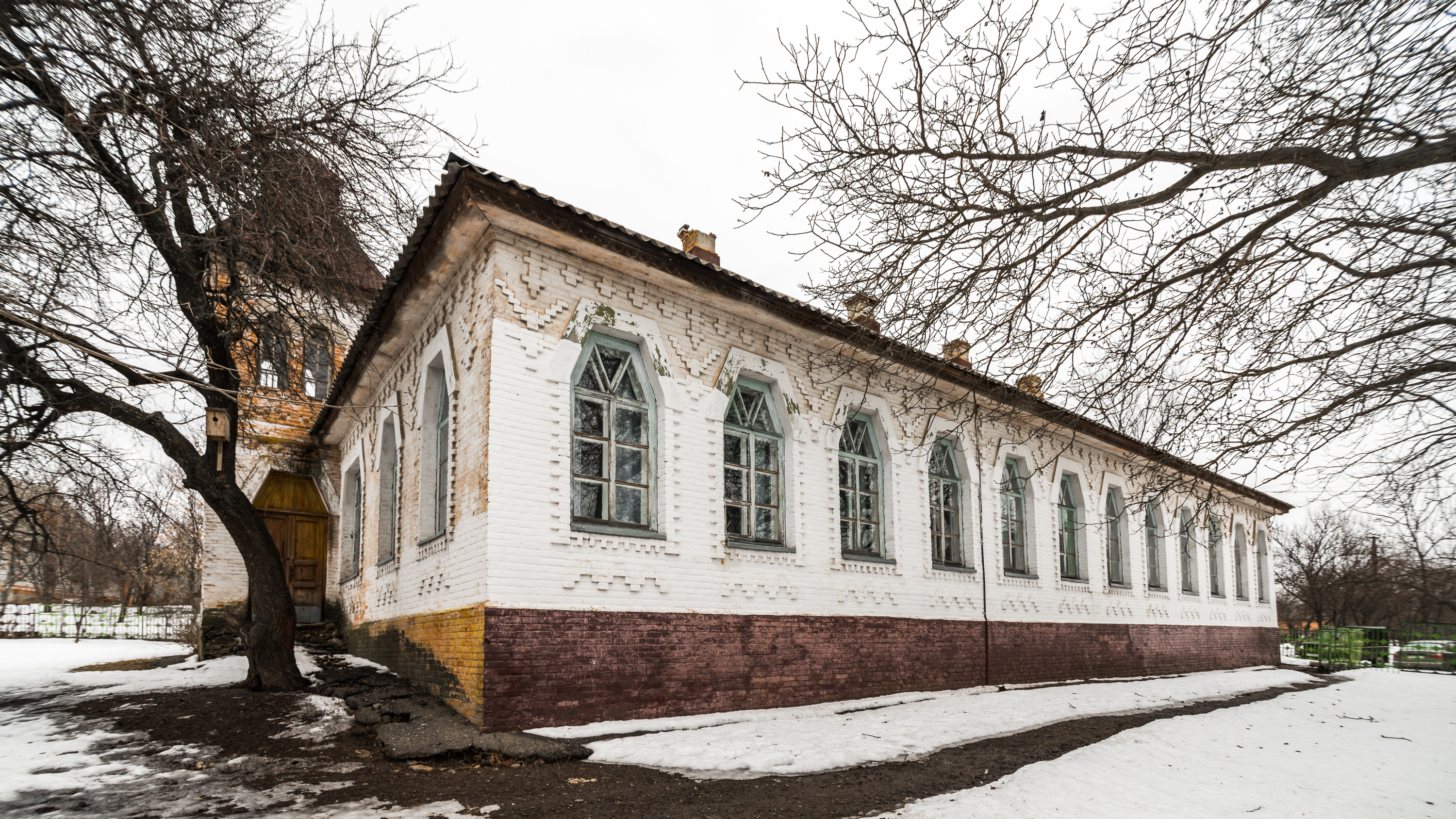
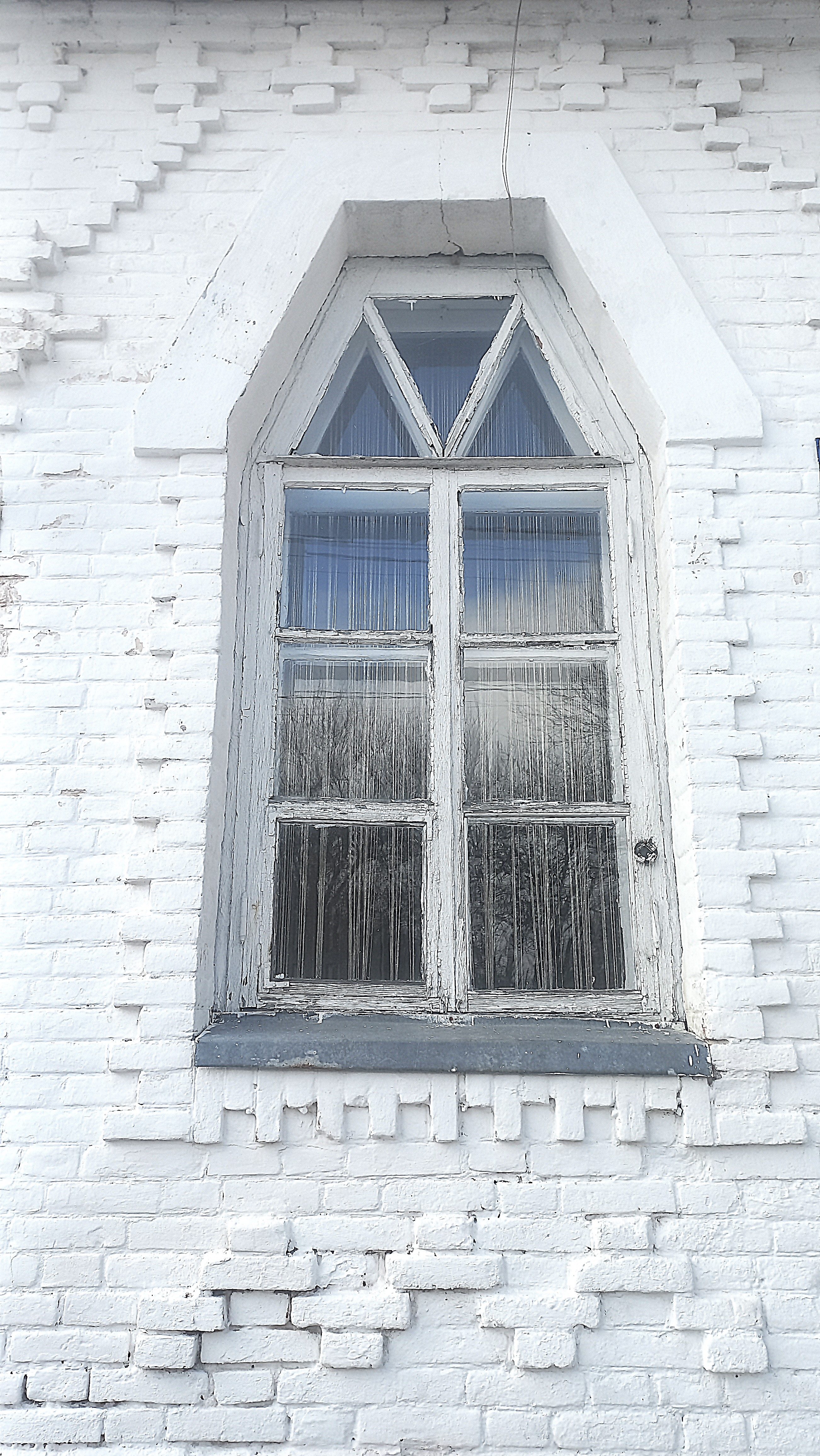
Фрагмент фасаду школи в селищі Чорнухи